# .tm
.tmは国別コードトップレベルドメイン（ccTLD）の一つで、トルクメニスタンに割り当てられている。Internet Computer Bureauが運営する。
TMという略称のため、かつては商標（trademarks）ビジネスのために用いられたが、不道徳的な利用が増加したため、トルクメニスタン政府によって新規の登録が規制された。
| スタブアイコン | サブスタブ | この項目は、まだ閲覧者の調べものの参照としては役立たない、インターネットやウェブに関連した書きかけの項目です。この項目を加筆・訂正などしてくださる協力者を求めています（P:コンピュータ）。 |